# Centrale idroelettrica di Grosio
La centrale idroelettrica di Grosio è situata nel comune di Grosio, in provincia di Sondrio.

## Caratteristiche
Si tratta di una centrale a serbatoio, che utilizza le acque uscenti dalla centrale di Premadio, quelle del fiume Adda e dei torrenti Viola, Frodolfo, Vallecetta, Massanigga, Vendrello, Migiondo, Eita e Sacco (Roasco).
Le acque vengono raccolte nel bacino artificiale di Valgrosina della capacità di 1200000 m³.
L'impianto ospita quattro gruppi generatori ad asse verticale, della potenza di circa 100 MW ciascuno, con turbine Pelton a quattro getti.
Fu realizzato dall'Azienda Elettrica Municipale di Milano ed entrò in esercizio nel 1960.
Nell'autunno 2002 venne terminato un intervento di manutenzione e potenziamento, consistente nell'installazione della quarta turbina e nel potenziamento dei gruppi esistenti con la sostituzione delle giranti con altre aventi rendimento più elevato.
L'intervento ha permesso un aumento della potenza a parità di acqua prelevata da fiumi o torrenti.

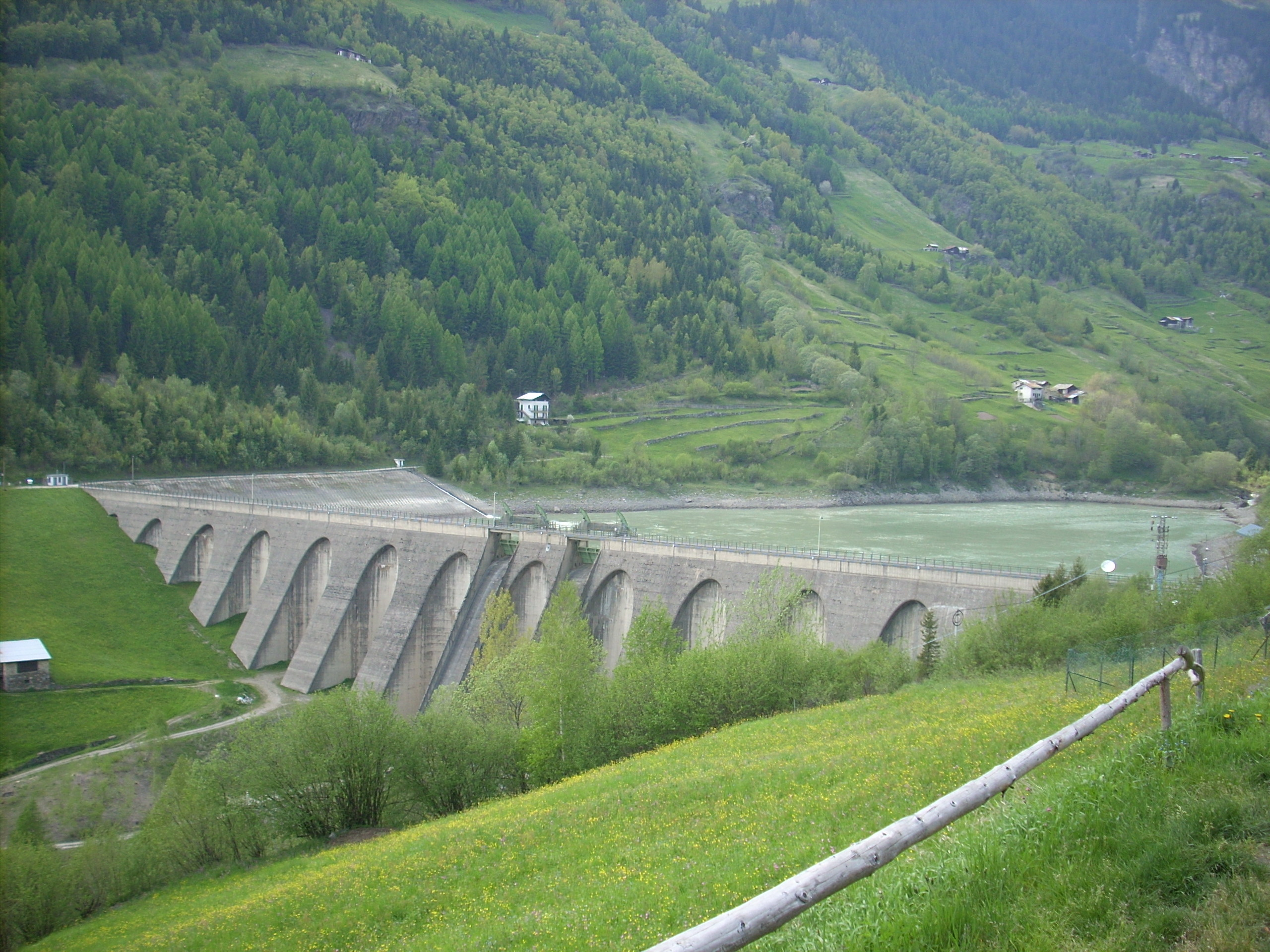
La diga di Fusino in val Grosina